# 世界資訊科技與服務聯盟
WITSA 世界創新科技與服務聯盟（World Innovation, Technology and Services Alliance, WITSA）是一個資訊及通訊科技國際組織，成立於1978年，會員係來自全球五大洲 85 個國家的ICT同業團體，為全球最大的ICT服務業組織,宗旨為推動資訊科技業應用與發展，致力推動ICT產業自由化發展並破除各國貿易障礙，會員佔了全世界資訊科技與服務市場的90%以上。該組織原本每兩年舉辦一次世界資訊科技大會（World Congress on IT），因應全球數位浪潮，自2016年改為每年舉辦。

## 各年WCIT主辦城市
世界資訊科技大會(World Congress on IT, WCIT) 為WITSA定期舉辦,被視為資通訊業的奧林匹克盛會,WCIT除討論資通訊創新趨勢議題並介紹先進技術外, 近年也已成為全球ICT政策討論平台:固定夥伴包括聯合國貿易及發展會議(UNCTAD)、世界經濟論壇(WEF)、OECD、World Bank等WCIT活動傳統為邀請領導企業與前瞻思想領袖, 分享其對未來資訊科技發展之觀點及願景, 例如微軟創辦人比爾蓋茲(Bill Gates)、互聯網之父羅伯特肯恩(Robert Khan)、美國前總統比爾柯林頓(Bill Clinton)等人都曾受邀擔任貴賓講者
- 2024年，亞美尼亞
- 2023年，馬來西亞古晉
- 2022年，馬來西亞檳城
- 2021年，孟加拉
- 2020年，馬來西亞
- 2019年，亞美尼亞
- 2018年，印度
- 2017年，臺灣臺北[1]。共80國代表參加，約700個攤位。
- 2016年，巴西巴西利亞[2]
- 2014年，墨西哥瓜達拉哈拉
- 2012年，加拿大蒙特利爾
- 2010年，荷蘭阿姆斯特丹
- 2008年，馬來西亞吉隆坡
- 2006年，美國德州奧斯汀
- 2004年，希臘雅典
- 2002年，澳大利亞阿得雷德
- 2000年，臺灣臺北
- 1998年，美國維州費爾法克斯
- 1996年，西班牙畢爾巴鄂
- 1994年，日本橫濱
- 1992年，英國倫敦
- 1990年，美國華盛頓
- 1988年，法國巴黎
- 1986年，加拿大多倫多
- 1984年，日本東京
- 1982年，丹麥哥本哈根
- 1980年，美國加州舊金山
- 1978年，西班牙巴塞隆納

## 會員國家
阿爾巴尼亞，阿爾及利亞，阿根廷，亞美尼亞，澳大利亞，
孟加拉國，白俄羅斯，巴巴多斯，百慕大，保加利亞，巴西，
加拿大，智利，哥倫比亞，哥斯達黎加，塞浦路斯，厄瓜多爾，
埃及，薩爾瓦多，芬蘭，法國，尼亞，岡比亞， 希臘，瓜地馬拉，
海地，香港，印度，牙買加，日本，約旦，哈薩克，科索沃，
寮國，黎巴嫩， 立陶宛，馬來西亞，墨西哥，摩爾多瓦，蒙古，
摩洛哥，緬甸，納比亞，奈及利亞，荷屬安的列斯群島，紐西蘭，
巴勒斯坦，巴基斯坦，巴拿馬，巴拉圭，菲律賓，葡萄牙，大韓民國，
馬其頓共和國，羅馬尼亞，俄羅斯，塞內加爾，新加坡，南非，
西班牙，斯里蘭卡，敘利亞，台灣 （页面存档备份，存于），泰國，千里達及托巴哥，
突尼斯，土耳其，烏克蘭，英國，美國，委內瑞拉，辛巴威